# Lữ đoàn tấn công - đổ bộ đường không 11
Lữ đoàn tấn công - đổ bộ đường không Cận vệ độc lập 11 Huân chương Zhukov, Huân chương Suvorov (tiếng Nga: 11-я отдельная гвардейская десантно-штурмовая орденов Суворова и Жукова бригада, số hiệu đơn vị: 32364) là một đơn vị cấp lữ đoàn trực thuộc Binh chủng Đổ bộ đường không của Lực lượng vũ trang Liên Xô trước đây và Lực lượng vũ trang Liên bang Nga từ 1992 tới nay.

## Lịch sử
Đây là một trong những lữ đoàn nhảy dù đầu tiên của Liên Xô, thành lập năm 1968. Tiểu đoàn 1 của Trung đoàn bộ binh ô tô Cận vệ 113 của Sư đoàn bộ binh ô tô Cận vệ 38 được tách ra và đổi tên thành Tiểu đoàn tấn công đổ bộ đường không độc lập 617. Trung đoàn trực thăng 696, Đại đội thông tin độc lập 656 và Đại đội hỗ trợ kỹ thuật sân bay độc lập 49 đã hợp nhất để thành lập Nhóm hàng không 211. Các tiểu đoàn tấn công đổ bộ đường không độc lập 618 và 619 được thành lập từ hai tiểu đoàn của Sư đoàn bộ binh ô tô 52 tại Nizhneudinsk. Tiểu đoàn pháo binh độc lập 284 được thành lập tại Mogocha trong cùng tháng. Các tiểu đoàn tấn công đổ bộ đường không độc lập 617, 618 và 619 (OVSHB) trở thành các tiểu đoàn tấn công đường không (ODSHB) vào tháng 4 năm 1969. Vào tháng 7 năm 1971, lữ đoàn được đổi tên thành Lữ đoàn đổ bộ-tấn công 11 (tấn công đường không; ODShBr).
Từ năm 1981 đến 1987, hai trung đoàn trực thăng 307 và 329 đã tham gia chiến dịch Afghanistan. Năm 1988, ba tiểu đoàn nhảy dù của lữ đoàn được đổi tên thành các tiểu đoàn nhảy dù 1, 2 và 3. Năm 1995, các tiểu đoàn nhảy dù 1 và 2 lại được đổi tên thành các tiểu đoàn nhảy dù độc lập 498 và 499 được trang bị xe chiến đấu bộ binh BMP-2. Lữ đoàn có thêm Tiểu đoàn xe tăng 80 và sau đó là thêm Tiểu đoàn súng cối Cận vệ 712.  Năm 1996, Tiểu đoàn nhảy dù 3 đổi tên thành Tiểu đoàn nhảy dù độc lập 500. Năm 1997, Tiểu đoàn xe tăng 80 bị giải thể. Năm 1998, Lữ đoàn được đổi tên thành Lữ đoàn tấn công đường không 11. Năm 2006, Tiểu đoàn nhảy dù 500 bị giải thể. Năm 2015, Lữ đoàn được trao danh hiệu "Cận vệ".
Lữ đoàn 11 tham chiến tích cực trong Chiến tranh Nga-Ukraina và được tặng hai huân chương Zhukov (năm 2023) và Suvorov (2024) vì chiến tích ở đây. Ba chiến đấu viên của Lữ đoàn được phong Anh hùng Liên bang Nga vào năm 2022, một người được phong vào năm 2023 và thêm một người vào năm 2024 đều vì công quân tại chiến trường Ukraina.

## Cơ cấu
- Lữ đoàn bộ;
- Tiểu đoàn tấn công dù trên xe chiến đấu bộ binh hạng nhẹ BMD (trước đây là Tiểu đoàn tấn công dù 1 trên BMP-2);
- Tiểu đoàn tấn công - đổ bộ đường không 1 trên xe BMP-2 (trước đây là Tiểu đoàn tấn công - đổ bộ đường không 2 trên xe BMP-2);
- Tiểu đoàn tấn công - đổ bộ đường không 2 trên xe BMP-2 (trước đây là Tiểu đoàn tấn công - đổ bộ đường không số 3 trên xe BMP-2);
- Tiểu đoàn trinh sát;
- Tiểu đoàn lựu pháo (D-30 122 mm);
- Tiểu đoàn tên lửa và pháo binh phòng không;
- Tiểu đoàn tên lửa chống tăng có điều khiển;
- Đại đội đặc nhiệm;
- Đại đội bắn tỉa;
- Đại đội kiểm soát (trước đây là đại đội truyền thông);
- Đại đội kỹ thuật và công binh;
- Đại đội hỗ trợ trên không;
- Đại đội sửa chữa;
- Đại đội hậu cần;
- Đại đội quân y;
- Đại đội tác chiến điện tử;
- Đại đội máy bay không người lái;
- Trung đội bảo vệ sinh học hóa học bức xạ;
- Trung đội chỉ huy.